# Flabellopora lingua
Flabellopora lingua är en mossdjursart som beskrevs av Silén 1947. Flabellopora lingua ingår i släktet Flabellopora och familjen Biporidae. Inga underarter finns listade i Catalogue of Life.